# Multistation access unit

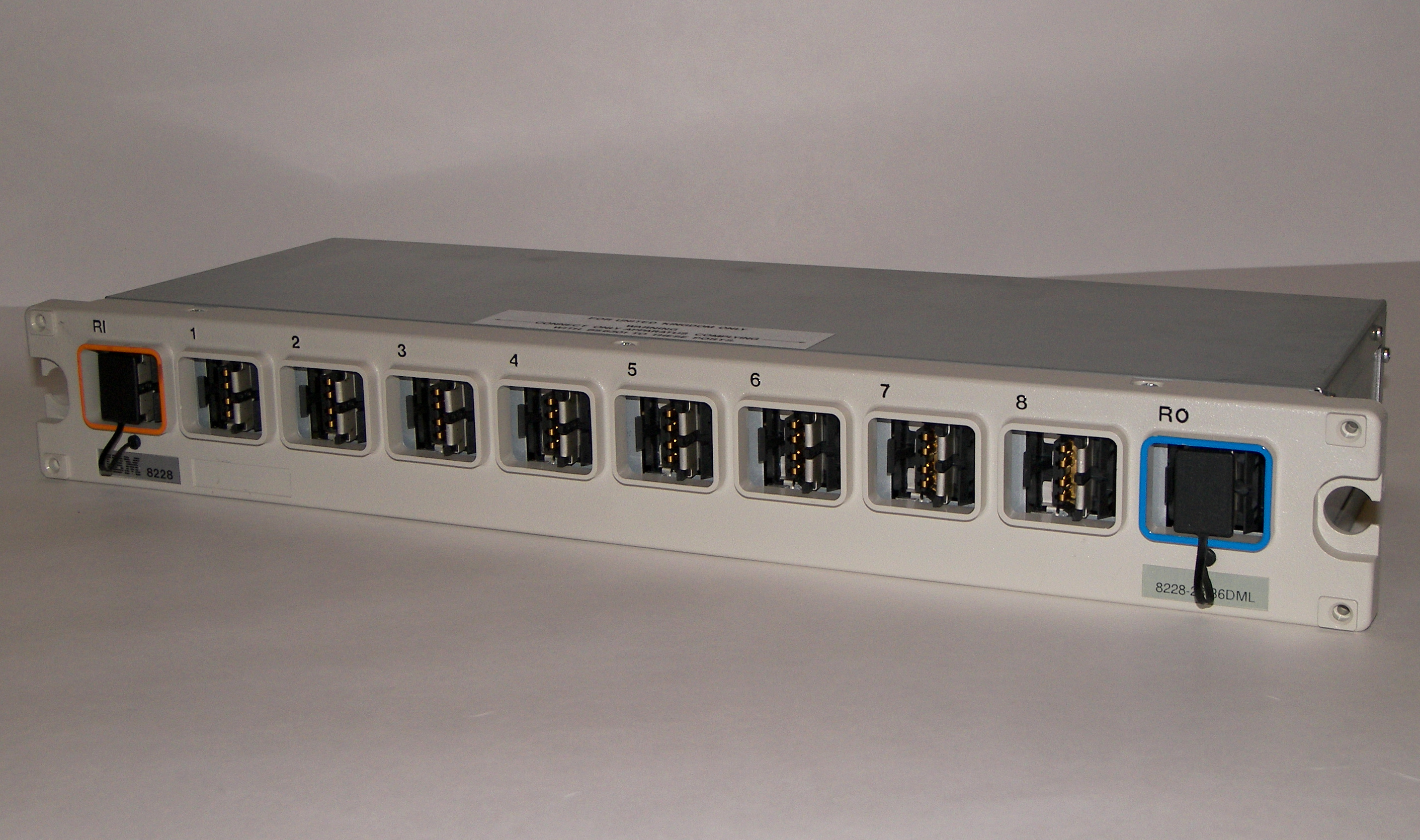
IBM 8228 MAU.

La Multistation Access Unit (MAU o MSAU), unidad de acceso a múltiples estaciones, es un concentrador de cableado al cual se conectan todas las estaciones finales de una red Token Ring (IEEE 802.5).
La MAU es un dispositivo multi-puerto del equipamiento en el que se conectan las estaciones (o puestos) de trabajo. La MAU brinda un control centralizado de las conexiones en red. Mueve las señales desde una estación hasta la siguiente estación de trabajo activa en el anillo. También presenta un relé incorporado capaz de impedir que se corte el servicio de la red si fallase una única conexión o dispositivo.
Además de los pórticos existentes para las conexiones a las estaciones de trabajo, las MAU poseen una entrada y una salida del anillo para poder conectarse a otras MAU y poder expandir la red, son el «puerto RI» (Ring-In) y el «puerto RO» (Ring-Out). El cable para unir las MAU se denomina patch cord (cable de conmutación).
En cambio, en una red Ethernet de cable coaxial, la MAU solamente emplea un cable para efectuar las dos operaciones (transmisión de datos y recepción). Con una Ethernet 10BaseT, la MAU debe alojar dos pares de cables (un par para transmitir y otro par para recibir).
Por otra parte, una MAU puede soportar hasta 72 computadoras conectadas. Los cables que unen los nodos con la MAU se denominan lobe cables (lóbulos) y no deben superar los 100 metros.
- Datos: Q1417083
- Multimedia: Media access unit / Q1417083